# TT198
La tombe thébaine TT 198 est située à El-Khokha, dans la nécropole thébaine, sur la rive ouest du Nil, face à Louxor en Égypte.
C'est la sépulture de Raja (Rˁjȝ), datant des XIXe/XXe dynasties.